# Ptochophyle cyphosticha
Ptochophyle cyphosticha là một loài bướm đêm trong họ Geometridae.